# Championnat de Pologne de football 2003-2004
La saison 2003-2004 de la Idea Ekstraklasa a débuté en juillet 2003 et s'est terminée en mai 2004.

## Barrages
- KS Cracovia : 4-0 : Górnik Polkowice
- Górnik Polkowice : 0-4 : KS Cracovia
  - Le KS Cracovia monte en 1re division.

## Meilleur buteur
- 20  - Maciej Żurawski (Wisla Cracovie)